# 1990 في سويسرا
فيما يلي قوائم الأحداث التي وقعت خلال عام 1990 في سويسرا.

## أفلام
من الأفلام التي صدرت هذه السنة في سويسرا:
- 1 يناير – رحلة أمل من إخراج كزافييه كولر.

## برامج ومسلسلات وأنمي
- بينغو

## مواليد

### يناير
- 23 يناير – جويل بسمان ممثل سويسري.

### فبراير
- 24 فبراير – راندي كروميناشير متسابق دراجات نارية سويسري.

### مارس
- 10 مارس – ستيفاني فوجيلي لاعبة كرة مضرب سويسرية.
- 27 مارس – أمير أبرشي لاعب كرة قدم ألباني.
- 27 مارس – لوكا زوفي لاعب كرة قدم سويسري.

### يونيو
- 13 يونيو – نيكول رينير لاعبة كرة مضرب سويسرية.
- 21 يونيو – فرانسوا موباندجي لاعب كرة قدم سويسري.

### أغسطس
- 3 أغسطس – سيلفان ديلير دراج سويسري.
- 27 أغسطس – لوك دي يونغ لاعب كرة قدم هولندي.

### سبتمبر
- 30 سبتمبر – دومينيك أيجيرتير متسابق دراجات نارية سويسري.

### أكتوبر
- 24 أكتوبر – نيكولا فوتشفيتش لاعب كرة سلة مونتينيغري.

### نوفمبر
- 14 نوفمبر – رومان بوركي لاعب كرة قدم سويسري.

### ديسمبر
- 25 ديسمبر – كوني بيرين لاعبة كرة مضرب سويسرية.

## وفيات

### فبراير
- 8 فبراير – جورج دي ميسترال (مواليد 1907) مهندس سويسري.

### أكتوبر
- 3 أكتوبر – ريس يوست (مواليد 1918)

### ديسمبر
- 14 ديسمبر – فريدريش دورينمات (مواليد 1921)